# Joe Zarb
Joe Zarb (Zabbar, 17 novembre 1964) è un ex calciatore maltese, di ruolo attaccante.

## Carriera

### Nazionale
Ha collezionato 10 presenze con la propria Nazionale.